# لاوه، پنجاب
لاوه (به انگلیسی: Lawa) یک تحصیل در پاکستان است که در ناحیه چکوال واقع شده‌است.